# Buy U a Drank (Shawty Snappin')
Buy U a Drank (Shawty Snappin') è una canzone del cantante statunitense R&B T-Pain. È uscita il 28 febbraio del 2007 ed è il primo singolo ufficiale estratto dall'album Epiphany. Vede la partecipazione del rapper Yung Joc.

## Descrizione
Si tratta di uno dei singoli migliori dell'artista, ed è noto per i numerosi riferimenti ad altre canzoni. Il singolo di Lil Scrappy Money In The Bank è nominato in un pezzo del ritornello quando T-Pain canta:
All'inizio è possibile sentire i versi della canzone di Lil Jon Snap Yo' Fingers:
Viene anche nominata Just a Lil' Bit di 50 Cent, nei versi:
Infine, quando T-pain urla il verso "Walk It Out!", lo fa per imitare DJ Unk nel singolo intitolato appunto "Walk It Out".
Il video è arrivato su MTV il 26 maggio del 2007 ed include i cameo di E-40, Gorilla Zoe, Huey, Tay Dizm, Shawnna, Jay Lyriq, Kardinal Offishall e altri. La canzone ha debuttato nella Billboard Hot 100 alla posizione 87 verso inizio marzo. Il 26 maggio aveva invece raggiunto la numero 1, superando il precedente singolo di T-pain I'm In Luv (Wit A Stripper) ancora in chart e piazzato alla 5.
Partecipando al brano, Yung Joc si è fatto particolarmente conoscere, tanto da diventare collaboratore ambito da diversi altri artisti dopo il successo di questa hit.

## Classifiche
| Classifica                      | Posizione massima |
| ------------------------------- | ----------------- |
| Billboard Hot 100               | 1                 |
| Billboard Ho 100 Airplay        | 1                 |
| Billboard Hot R&B/Hip-Hop Songs | 1                 |
| Billboard Pop 100               | 4                 |
| Billboard Rhytmic Pop 40        | 1                 |
| Nuova Zelanda                   | 2                 |
| Australia                       | 18                |
| Canada                          | 25                |
| Portogallo                      | 39                |